# İbrahim Serhat Canbolat
İbrahim S. Canbolat (* 15. Oktober 1959 in Osmaniye) ist ein türkischer Politikwissenschaftler und Schriftsteller.
Canbolat ist ordentlicher Professor am Institut für Internationale Beziehungen an der Uludağ Universität in Bursa (Türkei). Er ist ein Experte auf dem Gebiet der Europäischen Union und der deutschen Außenpolitik.
Ende der 1970er Jahre lernte er Deutsch an den Universitäten in Karlsruhe und Stuttgart. 1980 begann er sein Studium der Politikwissenschaft und der Soziologie an der Universität Heidelberg. Im Jahr 1986 legte er seine Magisterarbeit bei Frank R. Pfetsch ab. Zurück in der Türkei promovierte Canbolat an der Universität Istanbul bei Sükrü Hanioğlu. Seine Doktorwürde erhielt er 1992. Seit 1991 ist Canbolat Hoca an der Uludağ Universität als Hochschullehrer. 1996 wurde er Doçent und seit 2002 ist er Professor für Internationale Beziehungen. Seine Schwerpunkte liegen in den Bereichen deutsche und türkische Außenpolitik sowie im System der Europäischen Union.
Neben der Wissenschaft fühlt sich Canbolat auch der Lyrik verpflichtet. Er hat während seiner Studentenzeit einen türkisch-deutschen Gedichtband veröffentlicht mit dem Titel „Sehnsucht Rose“. Er ist ein großer Verehrer von Johann Wolfgang von Goethe und hat Goethes „West-östlichen Divan“ 2001 ins Türkische übersetzt.

## Bibliographie (Auswahl)
- Doğu-Batı Divanı. Şiirler. Bursa 2001
- Savaş ve Barış Arasında Dünya. Korku ve umut arasında insan. Istanbul 2003.